# Calamophyllia
Genre
Espèces de rang inférieur
- † Calamophyllia cassiana
- † Calamophyllia ducreti
- † Calamophyllia grandis
- † Calamophyllia northeyi
- † Calamophyllia sikesi
- † Calamophyllia stereoplasmophyla
- † Calamophyllia subtilis
- † Calamophyllia tangana
- † Calamoseris disputabilis

Synonymes
- † Calamoseris Alloiteau, 1952

Calamophyllia est un genre éteint de coraux durs de la famille des Calamophylliidae et de l'ordre des Scleractinia (ou scléractiniaires).